# Furkan Kircicek
Furkan Kircicek (* 28. September 1996 in Füssen) ist ein deutscher Fußballspieler. Der Linksaußen steht beim Bayernligisten TSV Landsberg unter Vertrag.

## Karriere
Kircicek wechselte 2015 von der SpVgg Kaufbeuren, bei der er alle Jugendmannschaften durchlaufen hatte, zum FC Memmingen. Zu Beginn kam er vorwiegend in der zweiten Mannschaft der Memminger zum Einsatz. Sein erstes Spiel für Memmingen bestritt er am 15. August 2015 gegen den SC Ichenhausen in der sechstklassigen Landesliga Bayern. Sein erstes Tor für die Zweitvertretung schoss er am 6. September beim 4:1-Sieg gegen die TuS Feuchtwangen. Im gleichen Jahr wurde er ebenfalls für die erste Mannschaft der Memminger eingesetzt. Am 2. Oktober gab er sein Debüt in der Regionalliga Bayern beim 1:1 gegen Aschaffenburg. Am 11. März 2017 gelang ihm sein erster Treffer in der Regionalliga Bayern beim 3:0-Sieg gegen 1860 Rosenheim. Zur Saison 2017/2018 gehörte Kircicek zum Stammpersonal der Memminger. In 34 Partien konnte er 12 Tore erzielen. In der Saison 2018/2019 konnte er 14 Treffer erzielen und verhalf Memmingen mit seiner Leistung zum 6. Platz in der Regionalliga.
Zur Saison 2019/20 wechselte er innerhalb der Regionalliga zu Türkgücü München. Sein erstes Spiel für die Münchener bestritt er am 20. Juli 2019 beim 3:1-Sieg gegen Aschaffenburg. Sein erstes Tor für München konnte er am 26. Oktober 2019 beim 4:0 gegen den SV Heimstetten erzielen. Nach einer erfolgreichen Saison mit München stieg er mit dem Verein erstmals in die dritte Liga auf. Sein erstes Drittligaspiel bestritt er am 19. September 2020 gegen die Zweite Mannschaft des FC Bayern. Beim 4:1-Sieg am 23. Dezember 2020 gegen den SV Meppen konnte Kircicek sein erstes Drittliga-Tor feiern.
Zur Saison 2021/22 wechselt Kircicek zum Chemnitzer FC in die Regionalliga Nordost.
Im Sommer 2023 wechselte er zurück nach Bayern, zum Regionalligisten FV Illertissen. Nach nur einem Jahr verliß er den Verein und wechselte in die Bayernliga zum TSV Landsberg.

## Erfolge
Türkgücü München
- Aufstieg in die 3. Liga: 2020

Chemnitzer FC
- Sachsenpokal-Sieger: 2022